# 基艾亚滨海路

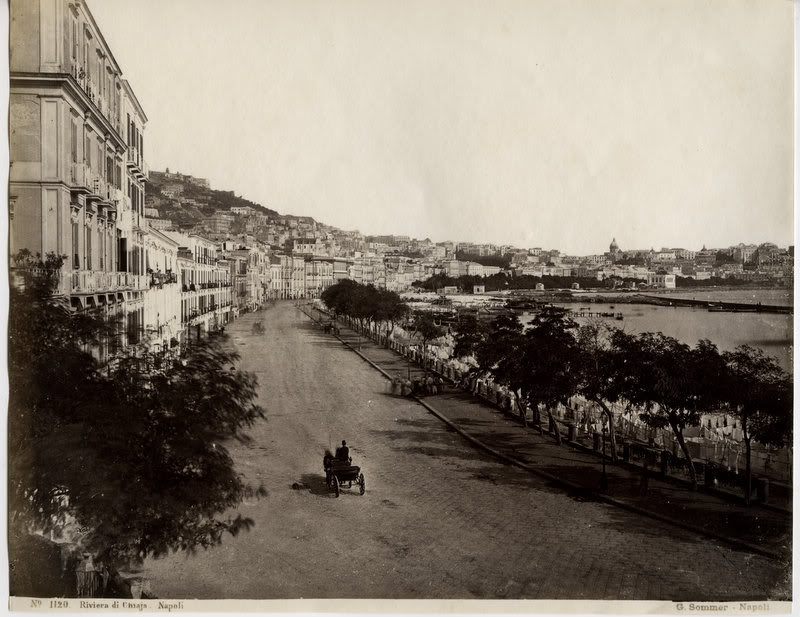
基艾亚滨海路，1865年

基艾亚滨海路（義大利語：Riviera di Chiaia）是意大利城市那不勒斯的一条长街，沿那不勒斯湾海岸伸展。 
在基艾亚滨海路有许多古老的贵族别墅，建于16-19世纪，如皮尼亚泰利别墅（Villa Pignatelli）。门廊圣母堂就在附近。  
美國作家马克·吐温在他的《傻子旅行》中提到了基艾亚滨海路。
40°50′01″N 14°14′01″E / 40.83361°N 14.23361°E
Template:那不勒斯地标